# 2024-es ausztriai parlamenti választás

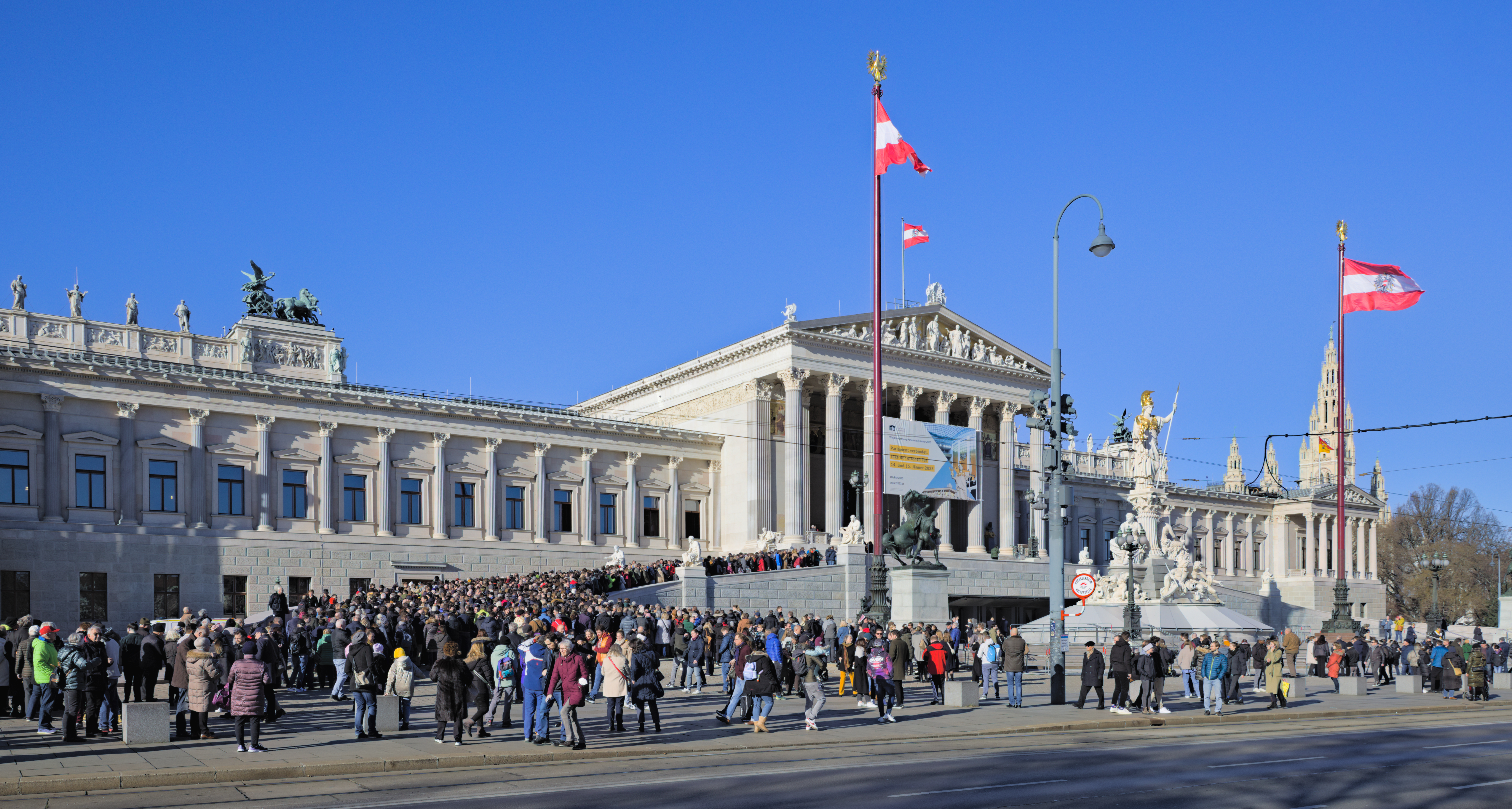
A parlament épülete Bécsben

A 2024-es ausztriai parlamenti választást 2024. szeptember 29-én tartották. A Nemzeti Tanács – az osztrák parlament alsóháza – 183 tagját választották meg. A legerősebb párt vezetője, ha sikerül kormánykoalíciót alakítani, Ausztria kancellárja lesz, az osztrák kormány feje.
A választást az FPÖ nyerte meg, 28,8%-os eredménnyel, az október 3-ai végleges eredmény alapján. Ez tekinthető a párt eddigi legjobb eredményének, továbbá Ausztria történelmében az első olyan választás a második világháború óta, amikor szélsőjobboldali párt szerezte meg a legtöbb mandátumot. A korábbi kormánypártok közül a Néppárt 20, míg a Zöldek 10 mandátumot veszítettek. A Szociáldemokrata Párt történetének legrosszabb eredményét érte el a szavazatarányt (21,1%) és helyezést (harmadik) illetően, viszont a 2019-es választásokhoz képest eggyel több mandátumot szerzett. A NEOS – Az Új Ausztria és Liberális Fórum javított a korábbi eredményén, 15-ről 18-ra nőtt a párt mandátumainak száma. Más párt nem érte el a 4%-os parlamenti küszöböt.

## Háttér
A 2019-es ausztriai parlamenti választást az Ibiza-ügy kirobbanása után tartották, a Sebastian Kurz által vezetett akkori ÖVP–FPÖ-kormány feloszlása után. A választást magasan az ÖVP nyerte 37,5%-kal, míg az FPÖ mindösszesen a szavazatok 16%-át szerezte meg, mely a párt legrosszabb eredménye volt 2006 óta. Több, mint egy évszázados negatív rekordot döntött az Ausztria Szociáldemokrata Pártja (SPÖ) a szavazatok 21%-át megszerezve. A Zöldek a 2017-es eredményükkel ellentétben újra bejutottak a parlamentbe, és a NEOS is tovább erősödött. Az ÖVP a Zöldekkel közös koalícióban alakította meg a második Kurz-kormányt 2020 januárjában.
2021 júniusában Norbert Hofer lemondott az FPÖ párt vezetéséről, őt Herbert Kickl, a parlamenti frakció vezetője váltotta fel, akinek belügyminiszteri elbocsátása 2019-ben az ÖVP–FPÖ kormány összeomlását okozta.
2021. október 6-án a Gazdasági és Korrupciós Ügyekkel Foglalkozó Ügyészség (WKStA) a kancellári hivatalban és az ÖVP-székházban házkutatást tartott a Kurz és környezetével szembeni vesztegetés és hűtlen kezelés gyanúja végett. A házkutatások célja, hogy bizonyítsák a vádakat, miszerint Kurz 2016-ban közpénzből finanszírozott közvélemény-kutatások eredményeit manipulálta saját javára, rosszabb színben feltüntetve Reinhold Mitterlehnert, az ÖVP akkori vezetőjét. Ezt követően a Zöld Párthoz tartozó alkancellár, Werner Kogler ultimátumot adott Kurznak, miszerint ha nem mond le, bizalmatlansági szavazást fognak ellene kezdeményezni. Végül Kurz október 9-én lemondott a kancellári pozíciójáról, akit a külügyminiszter, Alexander Schallenberg váltott. Kurz a pályafutását akkor frakcióvezetőként folytatta, így széles körben elterjedt, hogy valójában ő maradt a kormányfő. Kurz végül december másodikán lemondott minden politikai tisztségéről, mivel a családjára szeretne koncentrálni. Rövidesen utána Schallenberg is bejelentette, hogy az ÖVP tisztújításával ő is lemond a kancellári pozíciójáról. December harmadikán Karl Nehammer korábbi belügyminisztert egyhangúlag választották meg a párt élére, így Alexander Van der Bellen elnök december 6-án beiktatta kancellárként.
2019-től számos kisebb párt, köztük a Team HC Strache – Szövetség Ausztriáért, az Osztrák Kommunista Párt, a Sörpárt és az MFG Ausztria nagyobb mértékű támogatást élvezett a 2020-as bécsi, 2021-és felső-ausztriai és a 2023-as salzburgi önkormányzati és több helyi választáson, lehetővé téve számukra, hogy mandátumokat szerezzenek. Míg a Szövetség Ausztriáért eltűnt a nyilvánosságból, a többi pártnál fennállt az esély, hogy indulnak a parlamenti választásokon.
A koronavírus-járvány első évében erősödött a kormánypártok támogatottsága, viszont egy oltásokat kötelezővé tevő törvény elfogadását követően számos szavazót elvesztettek. A törvény elfogadása számos tömegtüntetést eredményezett, melynek következményeképp a törvény soha nem lépett hatályba.
Számos ÖVP-t övező korrupciós botrány és a növekvő infláció okán a kormánypártok támogatottsága jelentős mértékben esett a tiroli, alsó-ausztriai, karintiai és salzburgi tartományi választásokon. 2023 májusában Ausztrában az infláció 10% volt, megelőzve az eurózóna országainak átlagát, mely akkor 7% volt. Nehammer vezetése alatt az osztrák kormány 2022-ben egy hatmilliárd eurós intézkedéscsomagot vezetett be, amelynek célja az emelkedő megélhetési költségek háztartásokra gyakorolt hatásának enyhítése volt. Az intézkedések segítették korlátozni a szegénységet, azonban bizonyos szakértők szerint tovább rontotta az inflációt.
2022. december 8-án Nehammer megvétózta Románia és Bulgária schengeni övezethez való csatlakozását. Az indoklása szerint a csatlakozás korai lenne, és először az Európai Unió határvédelmének megszigorítására lenne szükség az illegális migráció megszorításának érdekében.
2023. május 23-án az SPÖ akkori vezetője, Pamela Rendi-Wagner bejelentette, hogy nem indul a párt tisztújításának második fordulójában, miután az első fordulóban csak a harmadik helyen végzett, Hans Peter Doskozil és Andreas Babler mögött. Két nappal később visszavonult az osztrák politikából. A második fordulóból június 3-án Doskozil került ki győztesként, viszont két nappal később az SPÖ bejelentette, hogy nem ez a valós választási eredmény, ugyanis bizonyos eredmények összekeverődtek egy Microsoft Excel táblázatban, így a párt új vezetője valójában Babler lett.
Az SPÖ évekig húzódó belső konfliktusai és a kormánypártok gyengülése lehetőséget adott a szélsőséges, populista FPÖ-nek, hogy előretörjön, annak ellenére, hogy a párt politikusai közül többen is kapcsolódnak az Ibiza-ügyhöz. A 2023-24-es közvélemény-kutatások jelentős többsége szerint az FPÖ a legesélyesebb, hogy megnyerje a választást. A támogatottságuk mellett az ellenzőik száma is jelentős: 2023. májusi közvélemény-kutatások szerint a megkérdezettek kétharmada ellenezne egy Kickl által vezetett kormányt. Továbbá Van der Bellen elnök kijelentette, hogy nem feltétlenül iktatna be automatikusan egy Kickl-kormányt, viszont nyitott lenne egy mérsékeltebb FPÖ-tag által vezetett kormány felé.
A növekvő infláció és lakhatási válság következtében az Osztrák Kommunista Párt (KPÖ) népszerűbbé vált: 2023 áprilisában a salzburgi tartományi választásokon 12%-ot értek el és bizonyos közvélemény-kutatásokban is 7%-ra mérték őket.
2023. október 18-án Sebastian Kurz volt kancellárt szövetségi bíróság elé állították, a vádak szerint hamis kijelentéseket tett egy parlamenti vizsgálóbizottságnak.
2023. november 4-én a KPÖ megszavazta Tobias Schweigert listavezetőnek. 2024. január 18-án Dominik Wlazny bejelentette a Sörpárt indulását a választásokon.

### Kampánytémák
2024 júniusának elején az ORF megbízásából készült felmérés szerint a megkérdezettek 44%-a a bevándorlást, 43%-a a biztonságot és a háborút, 33%-a a környezet- és klímavédelmet, valamint 32%-a a gazdaságot említette prioritást élvező témaként. Az átlag feletti mértékben említették az FPÖ támogatói a bevándorlást (71%), a Zöldek szavazóbázisa pedig a környezet- és klímavédelmet (52%) mint fő témát.

## A választási rendszer
A Nemzeti Tanács 183 tagját nyílt listás, arányos rendszerben választják, kilenc választókerületben, és 39 alválasztókerületben. A választókerületeket a tartományi rendszer alapján alakították ki, és különböző számú képviselőt delegálnak, 7 és 36 között. Az alválasztókerületek szintjén a Hare-kvóta, szövetségi szinten pedig a D’Hondt-módszer alapján osztják szét a mandátumokat. A küszöb 4 százalék, illetve egy mandátum valamelyik alválasztókerületben. A szavazók három preferenciaszavazatot adhatnak le, a szövetségi, az állami és a választókörzeti szinten.

## A választáson induló pártok
A választáson a 2019-ben a Nemzeti Tanácsba jutott pártok mindegyike elindult, továbbá egyéb pártok és mozgalmak is, akár országos, akár tartományi szinten.

### A Nemzeti Tanácsban jelenleg képviselt pártok
| Párt | Párt                                                                                    | Rövidítés                   | 2019-ben elnyert mandátumok száma |
| ---- | --------------------------------------------------------------------------------------- | --------------------------- | --------------------------------- |
|      | Osztrák Néppárt Österreichische Volkspartei                                             | ÖVP                         | 71                                |
|      | Ausztria Szociáldemokrata Pártja Sozialdemokratische Partei Österreichs                 | SPÖ                         | 40                                |
|      | Osztrák Szabadságpárt Freiheitliche Partei Österreichs                                  | FPÖ                         | 30                                |
|      | Osztrák Zöld Párt Die Grünen – Die Grüne Alternative                                    | GRÜNE                       | 26                                |
|      | NEOS – Az Új Ausztria és Liberális Fórum NEOS – Das Neue Österreich und Liberales Forum | NEOS                        | 15                                |
|      | független (= Philippa Beck)                                                             | független (= Philippa Beck) | 01                                |

### Más indulók
- KPÖ: Kommunistische Partei Österreichs – (Osztrák Kommunista Párt)
- BIER: Bin In Einer Reformbewegung – (Egy Reformmozgalomban Vagyok, utólagos névadás,[24] közismertebb nevén Sörpárt)
- KEINE: Keine von denen – (Egyik sem, a Der Wandel párt indult ezzel a névvel, hogy a csalódott szavazóknak is adjanak egy választható opciót)
- LMP: Liste Madeleine Petrovic – (Madeleine Petrovic Listája)

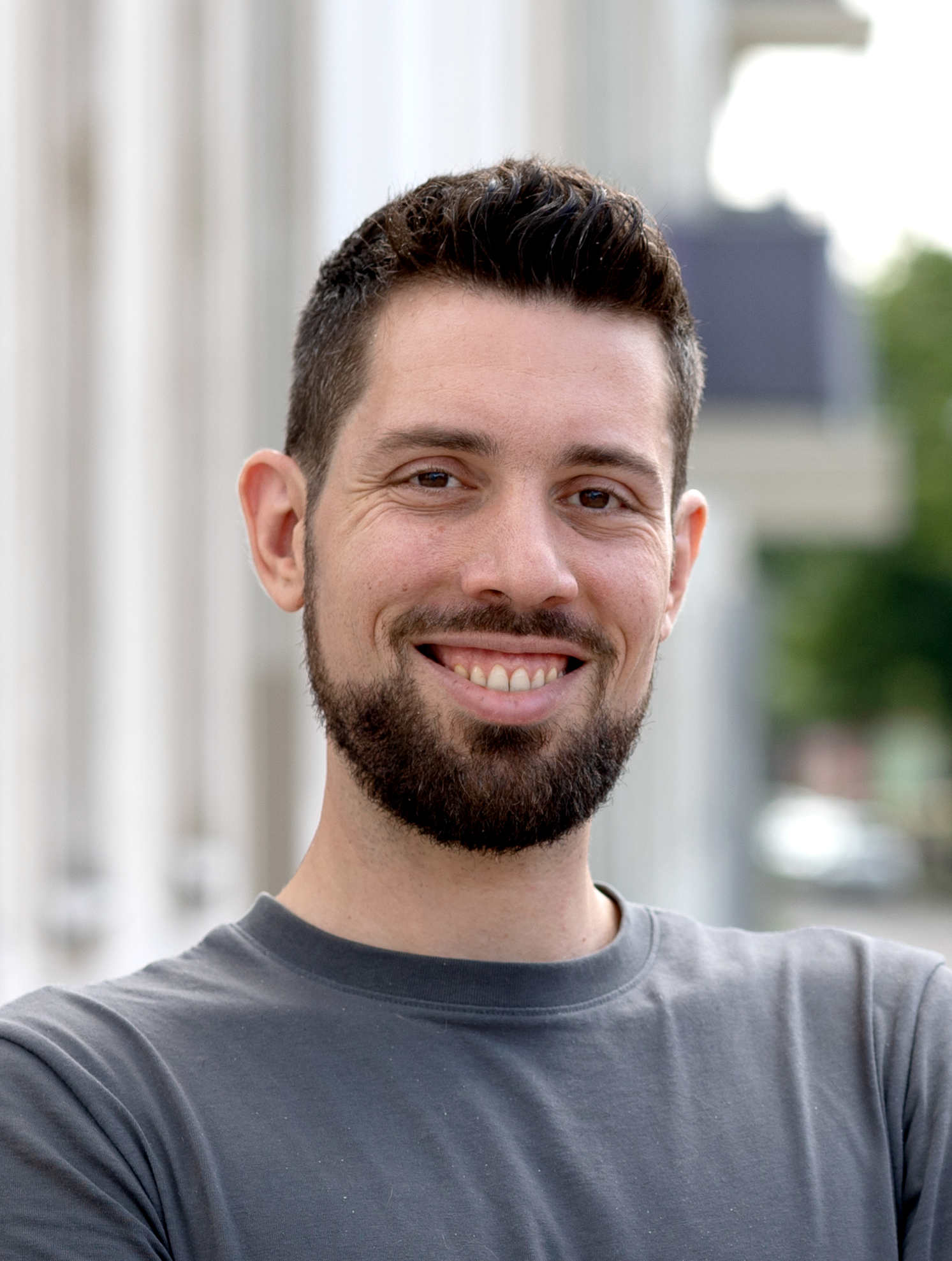
Tobias Schweiger (Listavezető, KPÖ)
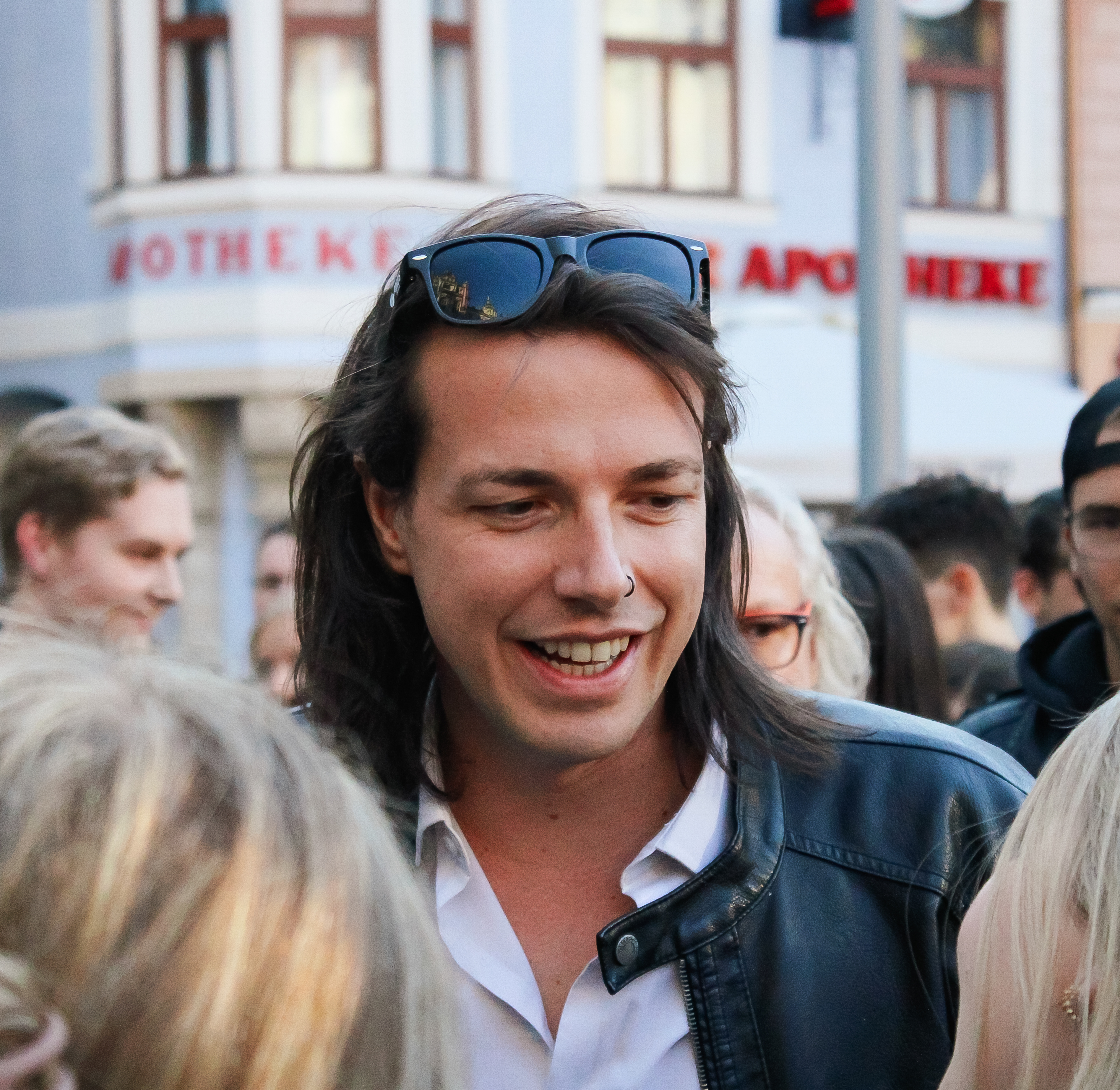
Dominik Wlazny (Listavezető, BIER)
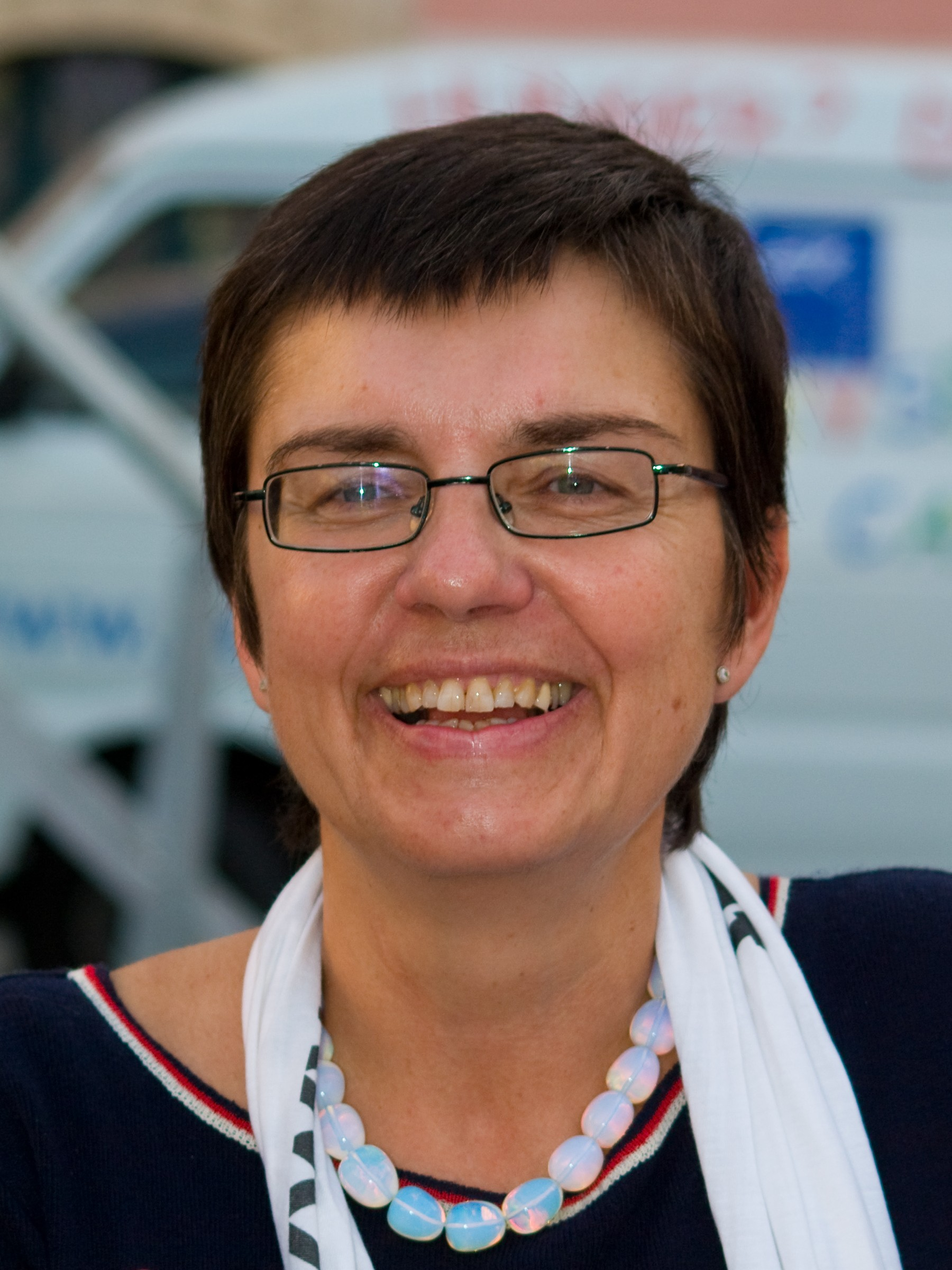
Madeleine Petrovic (Listavezető, LMP)
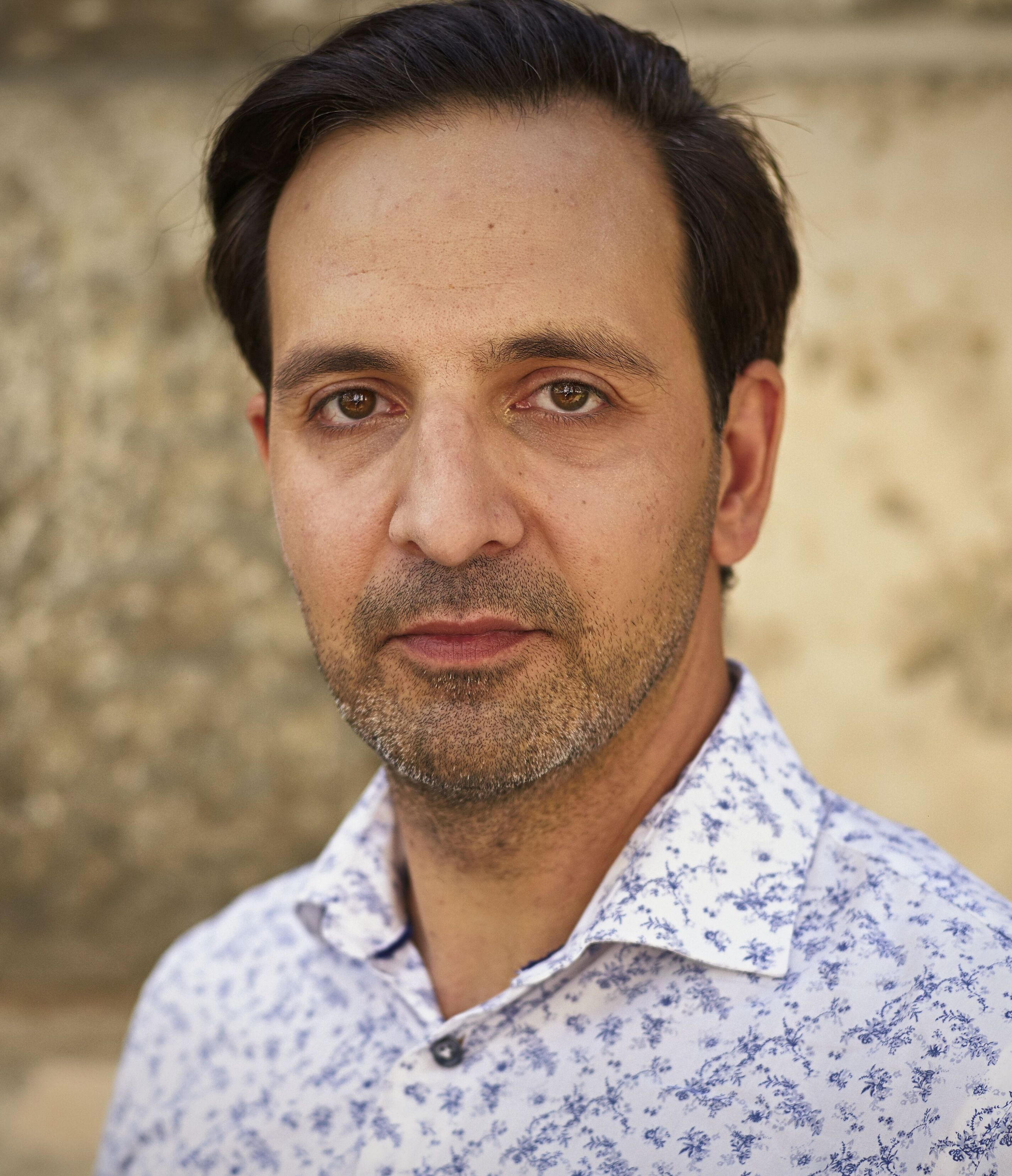
Fayad Mulla (Listavezető, KEINE)

#### Csak tartományi szinten indulók
- MFG: MFG Österreich: Menschen, Freiheit, Grundrechte – (MFG Ausztria: Emberek, Szabadság, Alapvető jogok)), Burgenland és Karintia kivételével az összes tartományban indult
- GAZA: Liste Gaza: Stimmen gegen den Völkermord – (Gáza Lista: Hangok a népírtás ellen), Karintia és Salzburg kivételével az összes tartományban indult
- BGE: Die Gelben – (A Sárgák), Burgenlandban indult

## Kampány
2024. június 15-én Nehammer kizárta annak lehetőségét, hogy a Herbert Kickl által vezetett FPÖ-vel koalíciót kössenek, viszont más pártvezetővel nyitott lenne az összefogás lehetőségére.
2024. június 17-én környezetvédelmi miniszter, Leonore Gewessler részt vett Luxemburgban az EU-tagállamok környezetvédelmi minisztereinek találkozóján, ahol egy, a természet helyreállítására törekvő törvénytervezethez járult hozzá. Mindez a kancellár jóváhagyása nélkül történt, mivel Ausztriában nem volt belpolitikai konszenzus az ügyben. Ennek következtében a kancellár, Karl Nehammer az Európai Bírósághoz fordult, mivel Gewessler „nem tartotta tiszteletben az érvényes jogi rendelkezéseket”. Az események ellenére mind az ÖVP, mind a Zöldek fenntartották a koalíciójukat.
2024 augusztusának végére a pártok elkezdték az intenzív plakátkampányukat. A kampányidőszak július 9-től a választás napjáig, szeptember 29-ig tartott, és minden pártnak törvény szerint maximum 8,66 millió euró állt rendelkezésére.
A 2024. augusztusi események, köztük a bécsi Taylor Swift koncertre tervezett terrortámadás és a németországi Solingenben történő késes támadás a választási prioritásokat elmozdította a vallási szélsőségek és terrorizmus elleni védelem felé. A kancellár, Nehammer koalíciós feltételnek szabta meg a terrorgyanús személyek szociális médiafelületeken és üzenetküldő alkalmazásokon való megfigyelését, melyet szerinte már több másik országban is bevezettek. Fontos megjegyezni, hogy az ÖVP ezzel a feltételével egyedül maradt, szemben minden másik párttal. Az FPÖ az eseményekre „zéró menedékjog” felvetésével, továbbá a törvényt nem tisztelő külföldiek kitoloncolásának és egy radikális/politikai iszlámot betiltó törvénynek követelésével reagált.

## Eredmények
Ausztriában a szavazás napján 6 346 059 volt szavazásra jogosultak száma, ebből 4 929 745 leadott szavazatot számoltak össze, melyből 46 857 (a leadott szavazatok 0,95%-a) volt érvénytelen. A megszámlált szavazatok száma 77,68%-os részvételi arányra következtet. A részletes eredmények a következőek:

Az ausztriai parlament összetétele a választást követően

| Párt | Párt                                                                                             | Rövidítés | Szavazatok | Szavazatarány |
| ---- | ------------------------------------------------------------------------------------------------ | --------- | ---------- | ------------- |
|      | Osztrák Szabadságpárt Freiheitliche Partei Österreichs                                           | FPÖ       | 1 408 514  | 28,85%        |
|      | Osztrák Néppárt Österreichische Volkspartei                                                      | ÖVP       | 1 282 734  | 26,27%        |
|      | Ausztria Szociáldemokrata Pártja Sozialdemokratische Partei Österreichs                          | SPÖ       | 1 032 234  | 21,14%        |
|      | NEOS – Az Új Ausztria és Liberális Fórum NEOS – Das Neue Österreich und Liberales Forum          | NEOS      | 446 378    | 9,14%         |
|      | Osztrák Zöld Párt Die Grünen – Die Grüne Alternative                                             | GRÜNE     | 402 107    | 8,24%         |
|      | Osztrák Kommunista Párt Kommunistische Partei Österreichs                                        | KPÖ       | 116 891    | 2,39%         |
|      | Sörpárt Die Bierpartei                                                                           | BIER      | 98 385     | 2,02%         |
|      | Madeleine Petrovic Listája Liste Madeleine Petrovic                                              | LMP       | 28 488     | 0,58%         |
|      | Egyik sem Keine von denen                                                                        | KEINE     | 27 830     | 0,57%         |
|      | MFG Ausztria: Emberek, Szabadság, Alapvető jogok MFG Österreich: Menschen, Freiheit, Grundrechte | MFG       | 19 785     | 0,41%         |
|      | Gáza Lista Liste Gaza                                                                            | GAZA      | 19 376     | 0,40%         |
|      | A Sárgák Die Gelben                                                                              | BGE       | 156        | 0,00%         |

### Tartományok szerint
| Tartomány                  | FPÖ        | ÖVP  | SPÖ  | NEOS | Zöldek | Egyéb párt | Részvétel |     |     |      |
| -------------------------- | ---------- | ---- | ---- | ---- | ------ | ---------- | --------- | --- | --- | ---- |
| Tartomány                  | Burgenland | 28,8 | 28,6 | 27,0 | 6,5    | Egyéb párt | Részvétel | 4,7 | 4,4 | 82,5 |
| Karintia                   | 38,4       | 20,8 | 23,1 | 7,8  | 4,7    | 5,2        | 76,9      |     |     |      |
| Alsó-Ausztria              | 29,2       | 29,9 | 20,2 | 8,5  | 6,7    | 5,5        | 82,0      |     |     |      |
| Felső-Ausztria             | 30,5       | 26,3 | 20,3 | 8,4  | 8,3    | 6,2        | 80,1      |     |     |      |
| Salzburg                   | 27,7       | 31,6 | 16,8 | 9,0  | 8,5    | 6,4        | 78,4      |     |     |      |
| Stájerország               | 32,2       | 27,0 | 18,6 | 8,2  | 7,6    | 6,4        | 78,5      |     |     |      |
| Tirol                      | 28,7       | 31,0 | 15,4 | 10,6 | 8,1    | 6,2        | 74,3      |     |     |      |
| Vorarlberg                 | 27,1       | 29,1 | 13,1 | 12,6 | 11,4   | 6,7        | 71,8      |     |     |      |
| Bécs                       | 20,7       | 17,4 | 29,9 | 11,4 | 12,3   | 8,4        | 70,7      |     |     |      |
|                            |            |      |      |      |        |            |           |     |     |      |
| Ausztria                   | 28,8       | 26,3 | 21,1 | 9,1  | 8,2    | 6,4        | 77,5      |     |     |      |
| Forrás: Belügyminisztérium |            |      |      |      |        |            |           |     |     |      |

## Következmények és kormányalakítás

### Reakciók és első felkérés
Az FPÖ és Kickl választási győzelmét követően számos jobboldali és szélsőjobboldali párt vezetője gratulált, többek között Orbán Viktor, Marine Le Pen (Nemzeti Tömörülés, Franciaország), Matteo Salvini (Liga, Olaszország) és Alice Weidel (Alternatíva Németországért). 2024. október 3-án körülbelül 25 ezer fő tüntetett Bécsben a szélsőjobboldal térnyerése ellen.
A választást követő első közvélemény-kutatás szerint az FPÖ tovább erősödött (30%), továbbá a megkérdezettek 29%-a egy FPÖ–ÖVP kormányt részesítene előnyben, 23% pedig ÖVP–SPÖ–NEOS koalíciót látna szívesebben kormányon. Egy ezt követő közvéleménykutatás eredménye szerint a megkérdezettek 58%-a szeretné, hogy a szövetségi elnök, Alexander Van der Bellen hivatalosan az FPÖ-t kérje fel először kormányalakításra. Az, hogy a köztársasági elnök a legerősebb pártot kéri fel kormányalakításra, megszokás Ausztriában, azonban nem alkotmányos kötelezettség. Van der Bellen a választások után azt nyilatkozta, hogy biztosítja, hogy olyan kormány fog alakulni, amely tiszteli a liberális demokrácia alapjait. Az elnök október 4-én kezdte meg a tárgyalásokat a pártvezetőkkel és később október 18-ig adott időt nekik, hogy "maguk rendezzék a dolgukat". Továbbá azt is nyilatkozta, hogy ez egy rendkívül egyedi helyzet, hiszen egy másik párt sem mutat hajlandóságot arra, hogy a választást megnyerő párttal koalíciót kössön, így nevetséges lépés lenne ilyen körülmények között felkérni az FPÖ-t, hogy kormányt alakítson.

### Az ÖVP–SPÖ–NEOS egyeztetések
Október 22-én Van der Bellen felkérte Karl Nehammert, hogy kormányt alakítson, és hogy egyeztessen az SPÖ-vel és annak vezetőjével, Andreas Bablerrel. Nehammer úgy reagált, hogy szükségük lesz egy harmadik pártra is, hogy stabil parlamenti többségük legyen. A felkérésre Kickl kritikusan reagált, mondván, hogy egy kipróbált és tesztelt megszokás tört most meg, hangsúlyozva, hogy "ma még nincs vége a történetnek". Október 25-én az ÖVP és az SPÖ elkezdtek hivatalosan tárgyalni a kormányalakításról. Nehammer továbbá egyeztetett a Zöldek és a NEOS delegációival is. A tárgyalások után Nehammer azt nyilatkozta, hogy a kormányalakításhoz vezető út "hosszú és rögös lesz", mivel a rendelkezésre álló pártok irányelvei rendkívül különbözőek.
November 12-én az ÖVP és az SPÖ bejelentette, hogy a koalíciós tárgyalásokat a NEOS párttal együtt folytatják, mivel szerintük az egy képviselős többségük nem megfelelő a hatékony parlamenti munkára. A tárgyalások november 18-án kezdődtek.

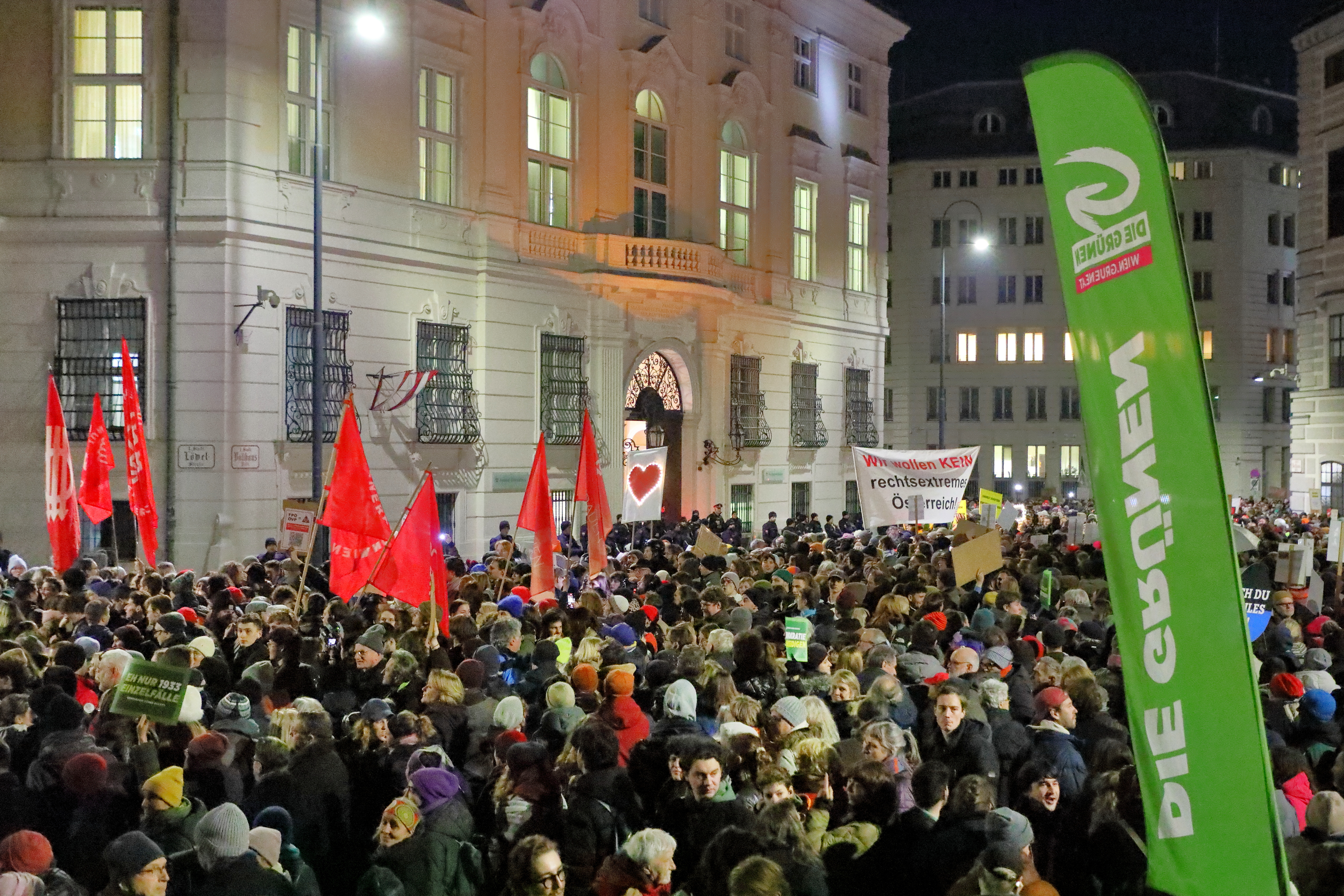
Tüntetés az FPÖ kormányban való részvétele ellen a szövetségi kancellária előtt 2025. január 9-én Bécsben

2025. január 3-án számos osztrák médium nyilvánosságra hozta, hogy a NEOS kivonult a koalíciós egyeztetésekből. A pártvezető, Beate Meinl-Reisinger egy sajtótájékoztatón jelentette be, hogy a kihátrálás okai közé tartoznak a pártok között lévő költségvetési és versenyképességi viták, továbbá a pártjuk számára alapvető reformintézkedések kitűzésének hiánya. Az ezt követő napon, a szövetségi elnökkel való egyeztetés után az ÖVP és az SPÖ bejelentette, hogy a NEOS nélkül folytatják a koalíciós tárgyalásokat. A tárgyalások hamar befejeződtek, ugyanis Karl Nehammer aznap este bejelentette a lemondását kormányfői és pártvezetői pozíciójáról is. A pártelnöki pozícióra ideiglenesen a párt főtitkára, Christian Stocker került, aki bejelentette, hogy kész koalíciós tárgyalásokat folytatni az FPÖ-vel.

### Az FPÖ–ÖVP egyeztetések
2025. január 6-án Van der Bellen szövetségi elnök hivatalosan is felkérte az FPÖ elnökét, Herbert Kicklt, hogy alakítson kormányt. Több, mint egy hónapos egyeztetés után ezek a koalíciós tárgyalások is sikertelennek bizonyultak, ugyanis a mindkét résztvevő párt sajátjának akarta a belügyminisztériumi és pénzügyminisztériumi tárcát. A tárgyalások sikertelenségét február 12-én az FPÖ elnöke, Herbert Kickl jelentette be, miután találkozott a szövetségi elnökkel. Ezt követően Kickl új választások kiírását javasolta, Van der Bellen elnök pedig további egyeztetéseket jelentett be a pártok vezetőivel.

### Újabb ÖVP–SPÖ–NEOS egyeztetések és kormányalakítás
2025. február 22-én az ÖVP, az SPÖ és a NEOS pártok egy hétnyi tárgyalás után értesítették Van der Bellen elnököt, hogy ismét közös koalíciós kormányt szeretnének alakítani. Az egyeztetések már a végső szakaszban jártak ekkor már, ugyanis számos elképzelésben már a korábban sikertelen koalíciós tárgyalások során megegyeztek. Február 27-én a három párt vezetői bejelentették, hogy koalíciós megállapodásra jutottak. A megállapodást március 2-án a NEOS tagjai szavazásra bocsátották, és 94%-os támogatással elfogadták. Az így létrejött Stocker-kormányt az elnök másnap, 2025. március 3-án eskette fel.

## Fordítás
- Ez a szócikk részben vagy egészben  a(z)   2024 Austrian legislative election című angol Wikipédia-szócikk fordításán alapul.  Az eredeti cikk szerkesztőit annak laptörténete sorolja fel. Ez a jelzés csupán a megfogalmazás eredetét és a szerzői jogokat jelzi, nem szolgál a cikkben szereplő információk forrásmegjelöléseként.
- Ez a szócikk részben vagy egészben  a   Nationalratswahl in Österreich 2024 című német Wikipédia-szócikk ezen változatának fordításán alapul.  Az eredeti cikk szerkesztőit annak laptörténete sorolja fel. Ez a jelzés csupán a megfogalmazás eredetét és a szerzői jogokat jelzi, nem szolgál a cikkben szereplő információk forrásmegjelöléseként.